# Volnay (Sarthe)
Volnay è un comune delegato e frazione del comune di Val-de-la-Hune, nella regione dei Paesi della Loira. In precedenza comune autonomo, il 1º gennaio 2025 è confluito insieme all'ex comune di Saint-Mars-de-Locquenay nel nuovo comune di Val-de-la-Hune.

## Società

### Evoluzione demografica
Abitanti censiti